# Sybilla von Ebersberg
Sybilla von Ebersberg genannt von Weyhers (* 1578 in Gersfeld; † 1622) war eine Tochter von Otto Heinrich von Ebersberg aus dem Rittergeschlecht derer von Ebersberg genannt von Weyhers (1553–1608).
Vermutlich 1578 wurde Sybilla von Ebersberg als zweite Tochter von Ott-Heinrich und dessen zweiter Ehefrau Magdalena Truchsässin von Wetzhausen geboren. Ihre ältere Schwester Amalia Barbara heiratete 1596 Otto Heinrich von Bastheim.
Sie selbst heiratete am 27. Februar 1604 Balthasar Philipp von Mörlau genannt Böhm zu Uerzell. Es wurde eine Morgengabe von 500 Gulden sowie ein Heiratsgeld und eine Gegengabe von jeweils 2000 Gulden vereinbart. 1621 nach dem Tod ihres Vaters erhielt sie sowie die Tochter ihrer schon vorher verstorbenen Schwester jeweils 16.000 Gulden. An die Ehemänner ging ein Gutshof bei Trappstadt während sämtliche Lehen in der Familie derer zu Ebersberg verblieben. Die Ehe von Sybilla blieb ohne männliche Nachkommen und sie starb 1622 im Alter von 44 Jahren.
Bekannt wurde sie, als 1987 vom Wiener Auktionshaus Dorotheum ein Gemälde von einer unbekannten Frau angeboten wurde, auf dem die heute noch im Wappen der Gemeinde Ebersburg zu findende silberne Lilie auf blauem Hintergrund im Familienwappen zu erkennen war. Die auf dem Brustbild Dargestellte wurde als Sybilla identifiziert. Sie zeigt die Adelige als prächtig gewandete Braut mit Mühlsteinkragen anno 1604. Daraufhin wurde das Gemälde nach einem Spendenaufruf mit dem gesammelten Geld durch die Gemeinde angekauft. Heute wird es, alarmgesichert, im Trauungs- und Sitzungssaal der Gemeinde Ebersburg ausgestellt.